# Шевалье (певица)
Мадемуазе́ль Шевалье́ (XVIII век, даты жизни неизвестны) — французская оперная певица.
Начала петь на сцене в 1741 году и сразу снискала большой успех. Ушла на пенсию в 1761 году и совершенно точно была жива в 1785 году. За свою двадцатилетнюю службу она получала оперную пенсию размером в 1500 ливров.
Исполняла главные женские партии в следующих операх: Zélindor (Зирфа), Almasis (Алмасис), Zoroastre (Эриниса; опера Рамо), Polixène (Гекуба), Carractères de la Folie, Léandre et Héro, le Carnaval du Parnasse, Fètes de l'hymen et de l'amour.